# Neraudia
Neraudia es un género botánico con 9 especies de plantas de flores perteneciente a la familia Urticaceae.

## Especies seleccionadas
- Neraudia angulata
- Neraudia cookii
- Neraudia glabra
- Neraudia kohoolawensis